# Gold Skies (EP)
Gold Skies - debiutancki minialbum holenderskiego DJ i producenta muzycznego Martina Garrixa. Został wydany 8 lipca 2014 w formacie Digital download, a następnie w formacie CD 12 sierpnia tegoż roku. Na płycie w formacie Digital download znajduje się pięć singli; „Gold Skies”, „Animals”, „Proxy”, „Tremor” i „Wizard”. CD zawiera wcześniej wymienione single oraz dwa remiksy utworu „Animals” i jeden remiks utworu „Wizard”.

## Lista utworów
Digital EP
| Nr | Tytuł utworu                                                    | Tekst                                           | Produkcja                                | Długość |
| -- | --------------------------------------------------------------- | ----------------------------------------------- | ---------------------------------------- | ------- |
| 1. | „Gold Skies” (z Sanderem van Doornem i DVBBS featuring Aleesia) | Sander van Doorn, Martin Garrix, DVBBS, Aleesia | Sander van Doorn, Martin Garrix, DVBBS   | 5:28    |
| 2. | „Animals”                                                       | Martin Garrix                                   | Martin Garrix                            | 5:03    |
| 3. | „Proxy”                                                         | Martin Garrix                                   | Martin Garrix                            | 4:37    |
| 4. | „Tremor” (z Dimitri Vegas & Like Mike)                          | Martin Garrix, Dimitri Vegas & Like Mike        | Martin Garrix, Dimitri Vegas & Like Mike | 4:54    |
| 5. | „Wizard” (z Jayem Hardwayem)                                    | Martin Garrix, Jay Hardway                      | Martin Garrix, Jay Hardway               | 4:41    |
|    |                                                                 |                                                 |                                          | 24:43   |

CD
| Nr | Tytuł utworu                                                    | Tekst                                           | Produkcja                                | Długość |
| -- | --------------------------------------------------------------- | ----------------------------------------------- | ---------------------------------------- | ------- |
| 1. | „Gold Skies” (z Sanderem van Doornem i DVBBS featuring Aleesia) | Sander van Doorn, Martin Garrix, DVBBS, Aleesia | Sander van Doorn, Martin Garrix, DVBBS   | 5:28    |
| 2. | „Animals”                                                       | Martin Garrix                                   | Martin Garrix                            | 5:04    |
| 3. | „Proxy”                                                         | Martin Garrix                                   | Martin Garrix                            | 4:38    |
| 4. | „Wizard” (z Jayem Hardwayem)                                    | Martin Garrix, Jay Hardway                      | Martin Garrix, Jay Hardway               | 4:42    |
| 5. | „Tremor” (z Dimitri Vegas & Like Mike)                          | Martin Garrix, Dimitri Vegas & Like Mike        | Martin Garrix, Dimitri Vegas & Like Mike | 4:55    |
| 6. | „Animals” (Oliver Heldens Remix)                                |                                                 | Martin Garrix, Oliver Heldens            | 4:24    |
| 7. | „Wizard” (z Jayem Hardwayem) (Yellow Claw Remix)                |                                                 | Martin Garrix, Jay Hardway, Yellow Claw  | 3:39    |
| 8. | „Animals” (Victor Niglio & Martin Garrix Festival Trap Mix)     |                                                 | Martin Garrix, Victor Niglio             | 3:19    |
|    |                                                                 |                                                 |                                          | 36:09   |

## Notowania na listach
| Lista (2013/14) | Najwyższa pozycja                           |     |
| --------------- | ------------------------------------------- | --- |
| scope="row"     | Stany Zjednoczone (Billboard 200)           | 171 |
| scope="row"     | Stany Zjednoczone (Dance/Electronic Albums) | 6   |

## Historia wydania
| Region           | Data             | Format           | Wytwórnia                                                |
| ---------------- | ---------------- | ---------------- | -------------------------------------------------------- |
| Ameryka Północna | 8 lipca 2014     | Digital download | Casablanca Records, Spinnin’ Records, School Boy Records |
| Ameryka Północna | 12 sierpnia 2014 | CD               | Spinnin’ Records, Silent Records, Republic Records       |